# Jorge Fossati
Jorge Daniel Fossati Lurachi (* 22. November 1952 in Montevideo) ist ein ehemaliger uruguayischer Fußballspieler und derzeitiger Fußballtrainer.

## Spielerkarriere

### Verein
Der „Flaco“ genannte Torwart begann seine Karriere 1970 bei den seinerzeit in der Primera División spielenden Rampla Juniors in Montevideo, die in jener Saison in die Segunda División abstiegen. 1972 schloss er sich Central Español an und ab 1973 stand er in Reihen Peñarols. Dort blieb er bis 1980 und feierte in diesem Zeitraum fünf uruguayische Meisterschaften (1973, 1974, 1975, 1978 und 1979). 
Von den Aurinegros wechselte er nach Argentinien, wo er 1981 in der Primer División Metropolitano in 20 Spielen für Independiente de Avellaneda eingesetzt wurde. Nächste Karrierestation war 1982 der kolumbianische Verein CD Los Millonarios. Im darauffolgenden Jahr führte ihn sein Weg nach Paraguay. Dort gewann er mit Olimpia Asunción die Landesmeisterschaft. 1984 schloss er sich dem in der Primera División Zona Sur antretenden chilenischen Klub Green Cross an. 
Das Folgejahr sah die Rückkehr nach Argentinien für ihn vor. In Reihen von Rosario Central spielte er zunächst in der Primera B Zona B, um anschließend in der Saison 1986/87 16-mal in der Primera División eingesetzt zu werden. Am Ende jener Saison konnte er seine insgesamt siebte Meisterschaft in der persönlichen Erfolgsstatistik verzeichnen. Die Spielzeit 1987/88 schloss der nunmehr zu Deportivo Mandiyú in die Nacional B gewechselte Fossati ebenfalls mit dem Titelgewinn ab. Anschließend ließ er seine Karriere in Brasilien bei Avaí FC (1989) und Coritiba FC (1990) ausklingen. In Brasilien gewann er mit Avaí das Torneo Catarinense.

### Nationalmannschaft
Fossati gehörte dem Kader der Juniorennationalelf Uruguays bei der Junioren-Südamerikameisterschaft 1971 an. Dort belegte er mit seinen Mannschaftskameraden den zweiten Platz und wurde somit Vize-Südamerikameister der Junioren. Im Verlaufe des Turniers wurde er von Trainer Rodolfo Zamora einmal eingesetzt.

## Trainerlaufbahn
Seine Trainerlaufbahn begann Fossati mit einem erfolgreichen Engagement bei der Jugendmannschaft Peñarols. 1993 hatte er das Traineramt bei River Plate Montevideo in der Primera División inne. Nachdem sein dortiges Engagement 1995 geendet hatte, war er 1996 bei Peñarol tätig und wurde Meister. 1997 setzte er seine Trainerlaufbahn in Paraguay fort, wo er den Club Cerro Porteño trainierte und das Torneo Apertura gewann. 
Zwischen zwei Beschäftigungen beim uruguayischen Verein Danubio in den Jahren 1998 bis 2001 und 2002 war er 2001 bis 2002 in Argentinien bei Colón de Santa Fe tätig. Während seines zweiten Engagements bei Danubio gewann er dort im Jahre 2002 das Torneo Clausura. In der Spielzeit 2003/2004 übernahm er den ecuadorianischen Verein Deportivo Quito und wurde Meister. 
Es folgte in den Jahren 2004 bis 2006 eine Tätigkeit als Trainer der uruguayischen Nationalmannschaft und betreute sie im Rahmen der WM-Qualifikation. 
Im Jahr 2007 übernahm er Position des Fußballlehrers beim al-Sadd Sports Club, wurde katarischer Meister und war überdies von 2007 bis September 2008 Nationaltrainer der Auswahl Katars. Dieses Amt musste er jedoch aus gesundheitlichen Gründen aufgeben. 
In der Folge kehrte er nach Südamerika zurück. 2009 löste er Edgardo Bauza als Trainer von LDU Quito ab und gewann mit seinem Klub die Copa Sudamericana und die Recopa Sudamericana. Von Dezember 2009 bis Mai 2010 trainierte Fossati in Brasilien Internacional Porto Alegre. 
Im Anschluss coachte er von Juli bis Dezember 2010 Al-Shabab und von Januar 2011 bis Mai 2012 erneut al-Sadd Sports Club. In Katar glückte ihm dieses Mal der Titelgewinn in der AFC Champions League.
Seit Mai 2012 stand er als Nachfolger des Argentiniers Mario Grana in Diensten des paraguayischen Vereins Club Cerro Porteño und sicherte sich in diesem Jahr den Titel des Torneo Apertura. Dort trat er im Februar 2013 nach einer Niederlage im Copa-Libertadores-Spiel gegen Real Gracilaso von seinem Posten zurück.
Im Juli 2013 übernahm er das Traineramt bei Al Ain in den Vereinigten Arabischen Emiraten und unterzeichnete einen Einjahresvertrag. Seine Zeit bei dem arabischen Klub endete jedoch bereits im September 2013 nach 49 Tagen Amtszeit.
Mitte Januar 2014 stand zunächst ein mögliches Engagement Fossatis als Nationaltrainer Guatemalas im Raum. Ende Januar 2014 übernahm er dann die Trainerposition beim Club Atlético Peñarol, der zuvor ein äußerst enttäuschendes Torneo Apertura absolviert hatte. Sein Trainerstab bei den Aurinegros setzte sich aus den Co-Trainern Prof. Sebastián Avellino und Leonardo Martins sowie Torwarttrainer Sergio Navarro zusammen.
Im Anschluss an eine 1:2-Niederlage im Clásico trat er am 9. November 2014 von seinem Amt zurück. Im Laufe seiner Amtszeit wies seine Bilanz bei den „Aurinegros“ aus 39 Pflichtspielen unter seiner Leitung 20 Siege, zehn Unentschieden und neun Niederlagen auf. Er verlor allerdings von den letzten fünf Partien vor seinem Rücktritt vier.
Im Juli 2015 nahm er das Traineramt beim katarischen Team Al-Rayyan SC an. Sein Trainerstab bestand bei diesem Engagement aus den beiden Co-Trainern Leonardo Martins und Gonzalo „Matraca“ Gutiérrez und „preparador físico“ Sebastián Avelino.
Im September 2016 wurde Fossati nach 2008 zum zweiten Mal Trainer der katarischen Nationalmannschaft. Er folgte in diesem Amt seinem Landsmann Daniel Carreño nach.
Im Dezember 2023 wurde er neuer Nationaltrainer von Peru.

## Erfolge

### Als Spieler
- 5× Uruguayischer Meister: 1973, 1974, 1975, 1978 und 1979
- 1× Paraguayischer Meister: 1983
- 1× Argentinischer Meister: 1986/87
- 1× Vize-Junioren-Südamerikameister: 1971

### Als Trainer
- 1× Uruguayischer Meister: 1996
- 1× Torneo Clausura in Uruguay: 2002
- 2× Torneo Apertura in Paraguay: 1997, 2012
- 1× Ecuadorianischer Meister: 2003
- 1× Katarischer Meister: 2007
- 1× Copa Sudamericana: 2009
- 1× Recopa Sudamericana: 2009
- 1× AFC Champions League: 2011